# Peskowo (Kaliningrad)
Peskowo (russisch Песково, deutsch Groß Schönau) ist ein untergegangener Ort und gehörte zuletzt zur russischen Oblast Kaliningrad (Gebiet Königsberg (Preußen)) zum Gebiet der heutigen Prawdinskoje gorodskoje posselenije (Stadtgemeinde Prawdinsk (Friedland (Ostpr.))) im Rajon Prawdinsk (Kreis Friedland).

## Geographische Lage
Peskowo lag 17 Kilometer westlich der ehemaligen Kreisstadt Schelesnodoroschny (Gerdauen) und 1 Kilometer östlich der Alle (russisch: Lawa). Von Prawdinsk (Friedland) führte eine Nebenstraße nach Süden über Kostjukowka (Heyde) und Bytschkowo (Kaydann) bis in das spätere russisch-polnische Grenzgebiet mit dem Endpunkt Peskowo, wo sich die Straße verlief, vor 1945 allerdings weiter bis nach Stablack (heute polnisch: Stabławki) führte.

## Geschichte
Der ehedem Groß Schönau genannte Ort ging in seinen Anfängen bis in das 14. Jahrhundert zurück. Im Jahre 1874 wurde Groß Schönau in den neu errichteten Amtsbezirk Lindenau im Landkreis Gerdauen im Regierungsbezirk Königsberg der preußischen Provinz Ostpreußen eingegliedert.
Im Jahre 1910 zählte die Landgemeinde Groß Schönau 416 Einwohner. Am 30. September 1928 vergrößerte sich das Gemeindegebiet um die Gutsbezirke Stablack (heute polnisch: Stabławki) und Silginnen (Silginy). 1933 lebten in der Gemeinde Groß Schönau 435, 1939 noch 387 Einwohner.
Infolge des Zweiten Weltkrieges kam Groß Schönau mit dem nördlichen Ostpreußen zur Sowjetunion und befand sich in unmittelbarer Grenzlage zu Polen. Nach 1945 war der Ort, der die russische Bezeichnung „Peskowo“ erhielt, noch besiedelt, wurde dann jedoch aufgegeben und noch vor 1992 aufgelassen. Peskowo lag bis 2009 im Gebiet des Sewski sowjet (Dorfsowjet Sewskoje (Böttchersdorf)) und wäre heute dem Gebiet der Prawdinskoje gorodskoje posselenije (Stadtgemeinde Prawdinsk (Friedland)) im Rajon Prawdinsk zugeordnet.

## Kirche

### Kirchengebäude
In Groß Schönau wurde bereits im 14. Jahrhundert (um 1360) eine Kirche errichtet. Sie wurde durch einen Brand am 9. Mai 1835 zerstört, der auch zahlreiche Häuser im Dorf vernichtete. Auf den Fundamenten der mittelalterlichen Kirche wurde bis 1837 ein neues Gotteshaus errichtet. Es überstand den Krieg relativ gut, wurde dann aber – wohl auch wegen der Grenzlage des Ortes – dem Verfall preisgegeben. Heute stehen nur noch die Ruine des Turmes sowie Teile der Außenwände des Kirchenschiffs.

### Kirchengemeinde
Groß Schönau war schon in vorreformatorischer Zeit ein Kirchdorf. Die Reformation fand schon früh Eingang, und Groß Schönau bildete zusammen mit dem Kirchort Lindenau (heute polnisch: Lipica) ein gemeinsames Kirchspiel. Pfarrsitz allerdings war Groß Schönau. Es gehörte zum Kirchenkreis Gerdauen (heute russisch: Schelesnodoroschny) in der Kirchenprovinz Ostpreußen der Kirche der Altpreußischen Union.

### Kirchspielorte
Trotz zweier Kirchen war das Kirchspiel Groß Schönau-Lindenau relativ klein. Zu ihm gehörten fünf Orte, die heute – soweit noch existent – auf russischem sowie polnischem Staatsgebiet liegen: Groß Schönau (Peskowo/RUS), Hartels (PL), Kaydann (Bytschkowo/RUS), Lindenau (Lipica/PL) und Stablack (Stabławki/PL).

### Pfarrer (bis 1945)
Im Kirchspiel Groß Schönau-Lindenau mit Pfarrsitz in Groß Schönau amtierten bis 1945 als evangelische Geistliche:
| - Valentin Wilkdemannsdorf, 1527 - Johann Holtze, 1535 - Caspar Scheibichen, 1549–1579 - Matthäus Marquardt, 1579–1610 - Justus Grube, 1610–1625 - Caspar Grube, 1625–1654 - Laurentius Christiani, 1654–1677 - Michael Geisler, 1677–1711 - Johann Friedrich Stoltzenberg, 1704–1709 - Theodor Pfeiffer, 1729–1782 - Carl Friedrich Kriese, 1779–1780 - Carl Friedrich Körber, 1781–1787 - Justus Wilhelm Schleswig, 1788–1823 | - Christian Grünhayd, 1823–1840 - Gustav Ludwig Reichenbach, 1841–1864 - Karl Jeremias Heinersdorff, 1864–1877 - Emil Rudolf W. Rousselle, 1877–1884 - Johann Otto Chr. Meissner 1885–1894 - Reinhold Theophil Dembowski, 1894–1914 - Wilhelm August Woelk, 1914–1925 - Hans Jakobsen, 1925–1929 - Johann Heider, 1933–1934 - Reinhold Lassek, 1935–1937 - Otto Rosentreter, 1938–1939 - Wolfram Eduard Ottom. Maaß, 1939–1943 - Walter Kallwitz, 1943–1945 |